# Gare de Gliwice
 (août 2022).
La mise en forme du texte ne suit pas les recommandations de Wikipédia : il faut le « wikifier ».
Les points d'amélioration suivants sont les cas les plus fréquents. Le détail des points à revoir est peut-être précisé sur la page de discussion.
- Les titres sont pré-formatés par le logiciel. Ils ne sont ni en capitales, ni en gras.
- Le texte ne doit pas être écrit en capitales (les noms de famille non plus), ni en gras, ni en italique, ni en « petit »…
- Le gras n'est utilisé que pour surligner le titre de l'article dans l'introduction, une seule fois.
- L'italique est rarement utilisé : mots en langue étrangère, titres d'œuvres, noms de bateaux, etc.
- Les citations ne sont pas en italique mais en corps de texte normal. Elles sont entourées par des guillemets français : « et ».
- Les listes à puces sont à éviter, des paragraphes rédigés étant largement préférés. Les tableaux sont à réserver à la présentation de données structurées (résultats, etc.).
- Les appels de note de bas de page (petits chiffres en exposant, introduits par l'outil «  Source ») sont à placer entre la fin de phrase et le point final[comme ça].
- Les liens internes (vers d'autres articles de Wikipédia) sont à choisir avec parcimonie. Créez des liens vers des articles approfondissant le sujet. Les termes génériques sans rapport avec le sujet sont à éviter, ainsi que les répétitions de liens vers un même terme.
- Les liens externes sont à placer uniquement dans une section « Liens externes », à la fin de l'article. Ces liens sont à choisir avec parcimonie suivant les règles définies. Si un lien sert de source à l'article, son insertion dans le texte est à faire par les notes de bas de page.
- La présentation des références doit suivre les conventions bibliographiques. Il est recommandé d'utiliser les modèles {{Ouvrage}}, {{Chapitre}}, {{Article}}, {{Lien web}} et/ou {{Bibliographie}}. Le mode d'édition visuel peut mettre en forme automatiquement les références.
- Insérer une infobox (cadre d'informations à droite) n'est pas obligatoire pour parachever la mise en page.

Pour une aide détaillée, merci de consulter Aide:Wikification.
Si vous pensez que ces points ont été résolus, vous pouvez retirer ce bandeau et améliorer la mise en forme d'un autre article.
La gare ferroviaire de Gliwice, à Gliwice, Pologne est la deuxième plus grande gare ferroviaire de l' agglomération de Haute - Silésie. La gare a été ouverte le 2 octobre 1845, en même temps que l'ouverture du Chemin de fer de Wrocław. En 2015-2016, la gare et les quais ont été entièrement reconstruits. Selon le classement PKP, la station est de catégorie Premium, la plus élevée parmi cette classe.

## Histoire
Le 2 octobre 1845, la ligne de chemin de fer reliant Wrocław à Gliwice a été ouverte, parallèlement à la construction de la gare de Gliwice. La construction de la ligne fut finalement achevée le 3 octobre 1846 à Mysłowice. La ligne a une longueur de 196,3 km. L'ouverture de la ligne a été faite par le roi prussien Frederick William IV.
Le bâtiment de la gare a été agrandi pour la première fois en 1873. En 1913, un projet a été créé pour agrandir la gare à sa taille actuelle, qui a été modifiée plusieurs fois avant sa mise en œuvre. Après une pause causée par la Première Guerre mondiale, en 1923, la reconstruction des abords de la gare est entreprise et la construction de la gare elle-même commence le 24 avril. L'installation a été mise en service le 9 décembre 1925 .
Le 1er juin 1957, l'électrification de la ligne de chemin de fer vers l'est de Varsovie est terminée, parallèlement à laquelle la gare de Gliwice a été électrifiée. L'électrification des lignes suivantes a duré jusqu'au 23 décembre 1980, date à laquelle la ligne vers Bytom a été la dernière à être électrifiée. Ainsi, toutes les lignes ferroviaires passant par la gare de Gliwice sont électrifiées .
En 1993, la gare a été agrandie en ajoutant le quatrième quai. Il a été construit en démontant la troisième plate-forme de bagages plus tôt .
Le 1er octobre 2011, les trains du Koleje Śląskie sur la ligne Gliwice - Częstochowa ont fait leurs premiers départs de la gare à Gliwice.

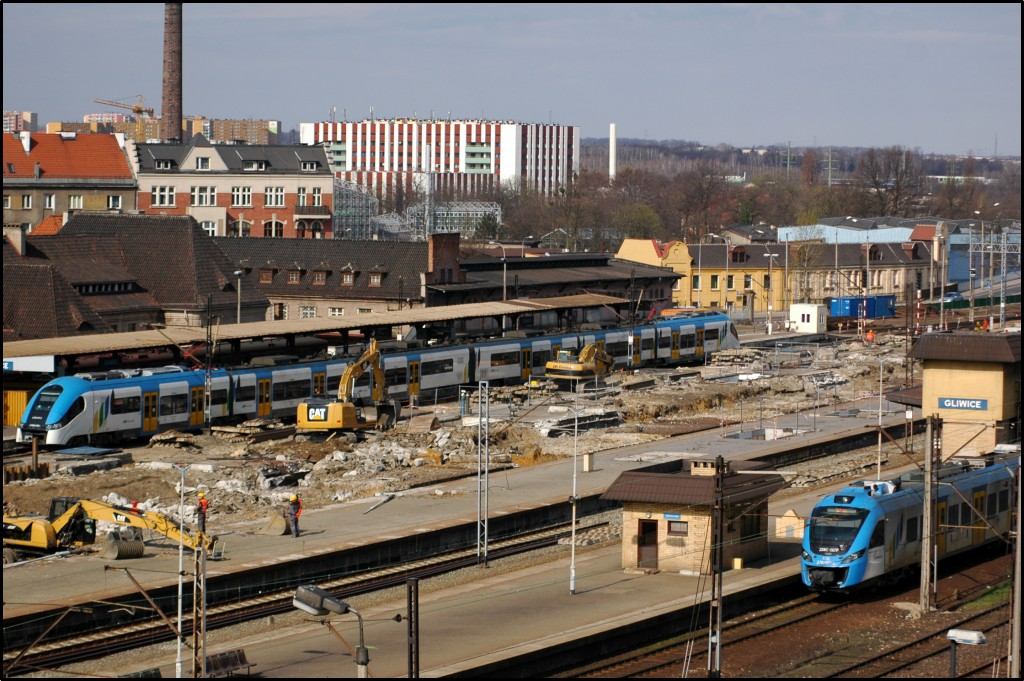
La gare en rénovation en 2015

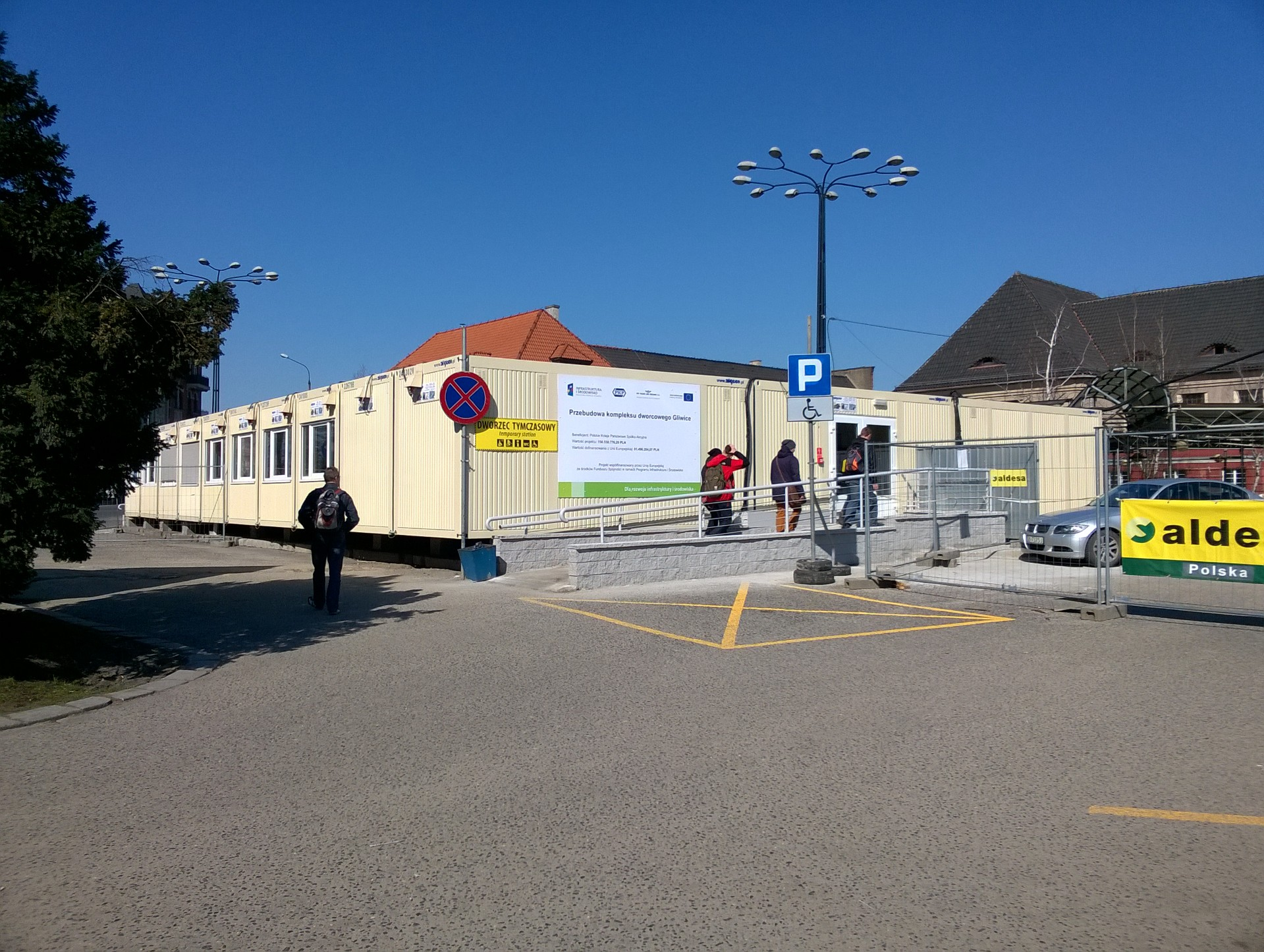
Station temporaire, fait de conteneurs

Le 23 septembre 2013, PKP a signé un contrat pour le développement de la conception et de la documentation technique pour la reconstruction du complexe de la gare avec le studio PAS Projekt Archi Studio, et le 29 décembre 2014 avec le consortium d'Aldesa Construcciones Polska et Aldesa Construcciones pour la reconstruction même du complexe (gare, tunnels, quais et voies à l'intérieur de la gare). Les travaux de rénovation proprement dits ont commencé à la mi-janvier 2015 , et le 3 mars, le service voyageurs a été déplacé vers une gare temporaire fait de conteneurs . Le 4 mars, PKP a signé un contrat avec le Centre pour Unijnych Projektów Transportowych (Centrum Unijnych Projektów Transportowych) pour le financement d'investissements dans le cadre du programme opérationnel d'infrastructure et d'environnement pour 81 millions de PLN (dont 57 millions de PLN proviennent de l'Union européenne ), avec un total des coûts s'élevant à 157 millions de PLN . Selon les plans initiaux, la rénovation de la gare et des trois premiers quais devait être achevée fin 2015, et le quatrième quai en 2016 , cependant, ce n'est que le 22 juillet 2016 que le hall principal de la gare est mise à la disposition des voyageurs et la gare provisoire est fermée . En septembre 2016, les deux passages inférieurs étaient accessibles . La rénovation proprement dite s'est achevée fin novembre . Dans le cadre de la reconstruction, la gare a été adaptée aux besoins des personnes handicapées, un couloir a été créé reliant les deux halls, l'installation a été équipée d'un nouveau système d'information pour les voyageurs et le système de surveillance a été étendu. Les quais gagnent des escalators, des ascenseurs, une toute nouvelle surface et un nouveau toit vitré . L'inauguration officielle eut lieu le 14 décembre .
Le 28 mars 2017, une station de location de vélos a été lancée devant la gare , et le 9 novembre 2018, une borne de recharge pour voitures électriques a été installée .
Le 27 août 2020, la ville a signé un contrat avec le consortium de Mostostal Zabrze et PRUiM pour la construction d'un centre de transfert du côté nord des voies ferrées, relié par un tunnel à la gare du côté sud des voies.

## Lignes ferroviaires
La ligne ferroviaire no 137, qui fait partie de la ligne ferroviaire européenne E 30, traverse la gare de Gliwice. De plus, les lignes à l'ouest - 168 et à l'est 141, 147 et 200 partent de la gare de Gliwice. Toutes les lignes sont à écartement standard et électrifiées .
Les lignes 137 ( Katowice, Kędzierzyn-Koźle, Lubliniec, Opole ) et 147 ( Bytom ) sont utilisées pour le trafic de passagers . Les lignes restantes ne sont utilisées que pour le fret .

## Infrastructure

### Bâtiment de la gare

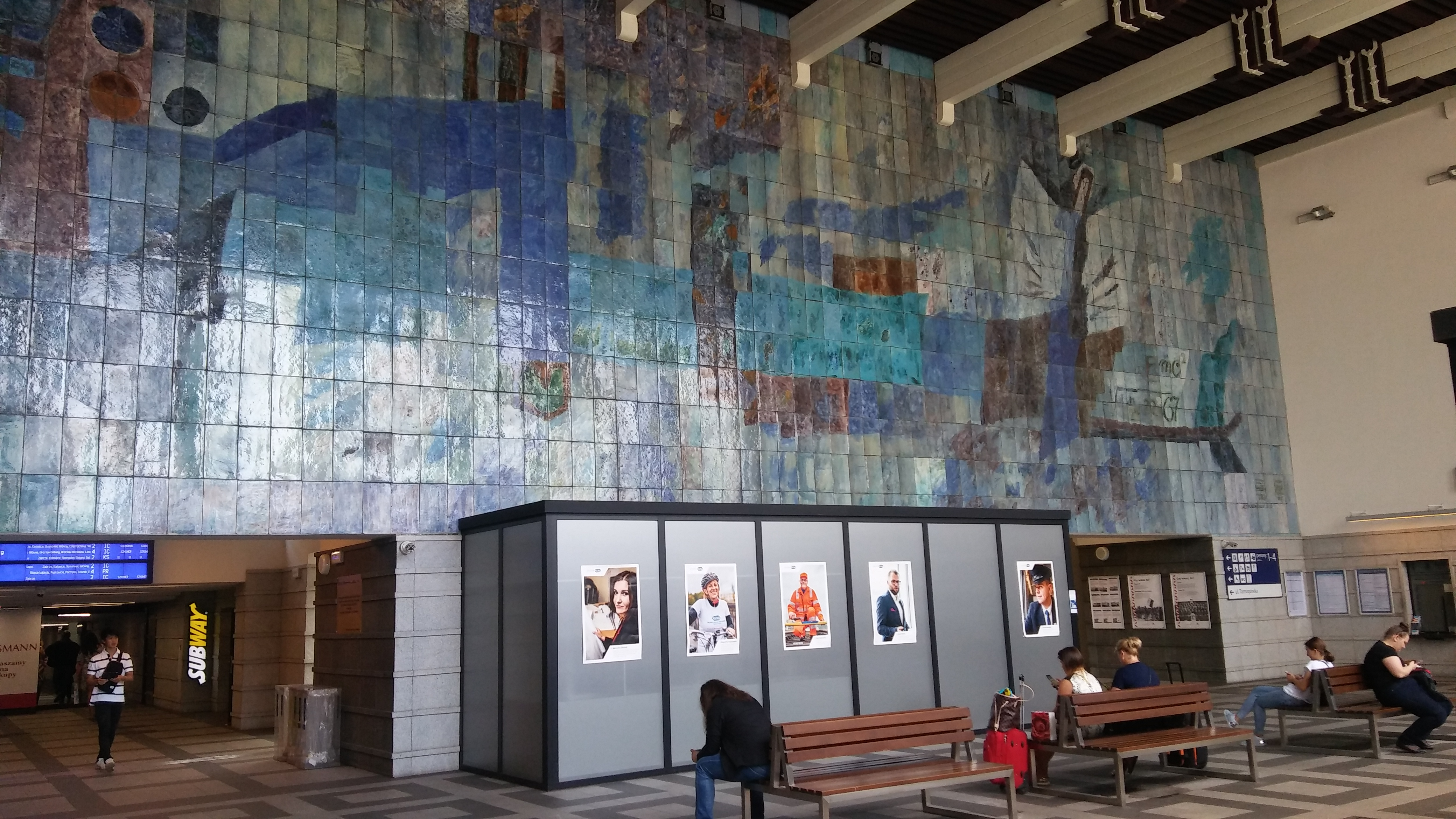
Hall principal de la gare

Le bâtiment de la gare est situé au niveau de la rue et la voie est au niveau supérieur, grâce à quoi il n'est pas nécessaire de monter deux fois les escaliers. Le bâtiment a 2 entrées reliées et 2 passages souterrains généralement accessibles menant aux plates-formes ,. Le premier passage souterrain, reliant le hall principal de la gare aux quais, comporte des escaliers mécaniques menant aux quais et se termine par une rampe et des escaliers menant à la rue Tarnogórska, de l'autre côté des voies, près du centre commercial Forum ,,. Le second relie le deuxième hall de la gare aux quais et est équipé d'ascenseurs menant aux quais ,,. De plus, il existe également des passages souterrains aux extrémités est et ouest des quais, inaccessibles aux voyageurs (autrefois, il s'agissait respectivement d'un tunnel à bagages et d'un tunnel postal, reliés à la surface des quais par des ascenseurs) . La surface totale du bâtiment est de 9 810 m2, la surface utile est de 5 284 m2, la hauteur totale est de 21 m (tous niveaux compris), et la cubature est supérieure à 36 222 m3 ,.
À la gare, il y a des guichets PKP Intercity et Koleje Śląskie et un point de vente pour les billets de bus internationaux GTV, ainsi que des distributeurs automatiques de billets Koleje Śląskie et PKP Intercity .
Selon la catégorisation PKP, la gare a la catégorie de station la plus élevée - Premium .

### Plateformes

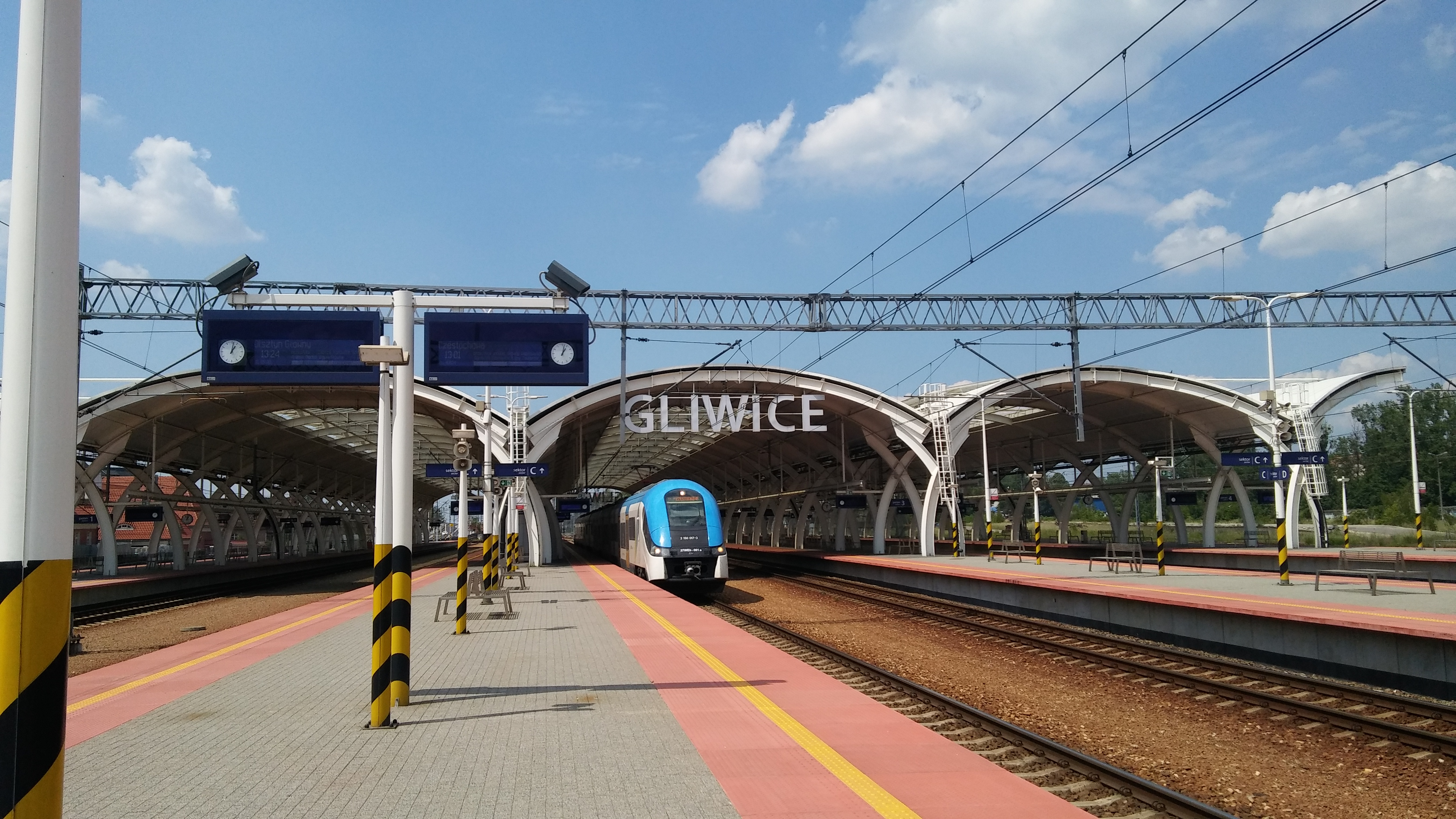
Quais après rénovation

À la gare de Gliwice, il y a 4 plates-formes passagers de l'île de croisière d'une hauteur de 76 cm au-dessus de la tête de rail et 284 m à 373 m de long. Les plates-formes ont un toit commun et sont équipées d'affichages électroniques et d'un système de sonorisation ,,.
Il y avait autrefois deux plates-formes basses entre les plates-formes passagers (30 cm au-dessus du tête de rail), inaccessibles aux passagers, et utilisées pour les réparations et les inspections des locomotives et des wagons , , qui servaient également de plates-formes à bagages et postales .

### Poste d'aiguillage
Le trafic ferroviaire à la gare de Gliwice est contrôlé par 3 postes d'aiguillage avec : GLA, GLB et GLC et 3 salles de contrôle GL11, GL2 et GL23 .

### Châteaux d'eau
À proximité immédiate de la partie voyageurs de la gare, du côté boulevard Kolberg, il y a un château d'eau en béton armé, qui alimentait en eau toute la gare, ainsi que des systèmes d'alimentation en eau pour les locomotives à vapeur passant par Gliwice .
Il y a deux autres châteaux d'eau en briques dans les installations de matériel roulant, qui desservaient les installations ferroviaires voisines, principalement la salle des machines à proximité et des installations de réparation ferroviaire ,.

### Revêtements

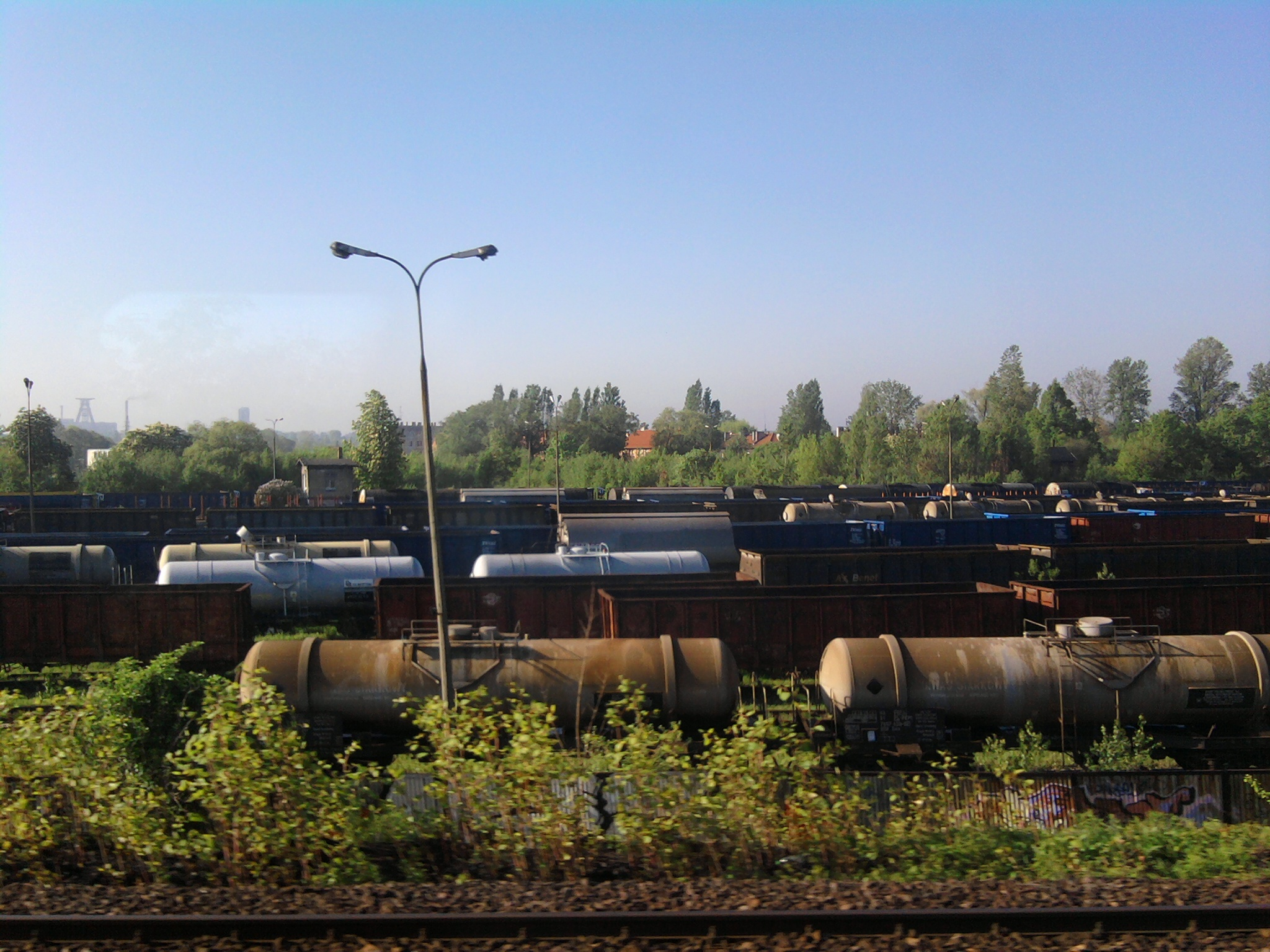
Usine de wagons de Gliwice

La gare de Gliwice dispose d'embranchements pour les entreprises  :
- Usine de fils et produits filaires
- Usine de wagons de Gliwice
- Kem
- Marbet Wil
- Newag Gliwice
- Terminal à conteneurs Gliwice - PKP Cargo

### Base des chemins de fer silésiens
Koleje Śląskie loue 15 voies du groupe de navetteurs de PKP, où 18 véhicules peuvent être stationnés. Les véhicules sont soumis à une surveillance 24h/24 .

## Trafic ferroviaire

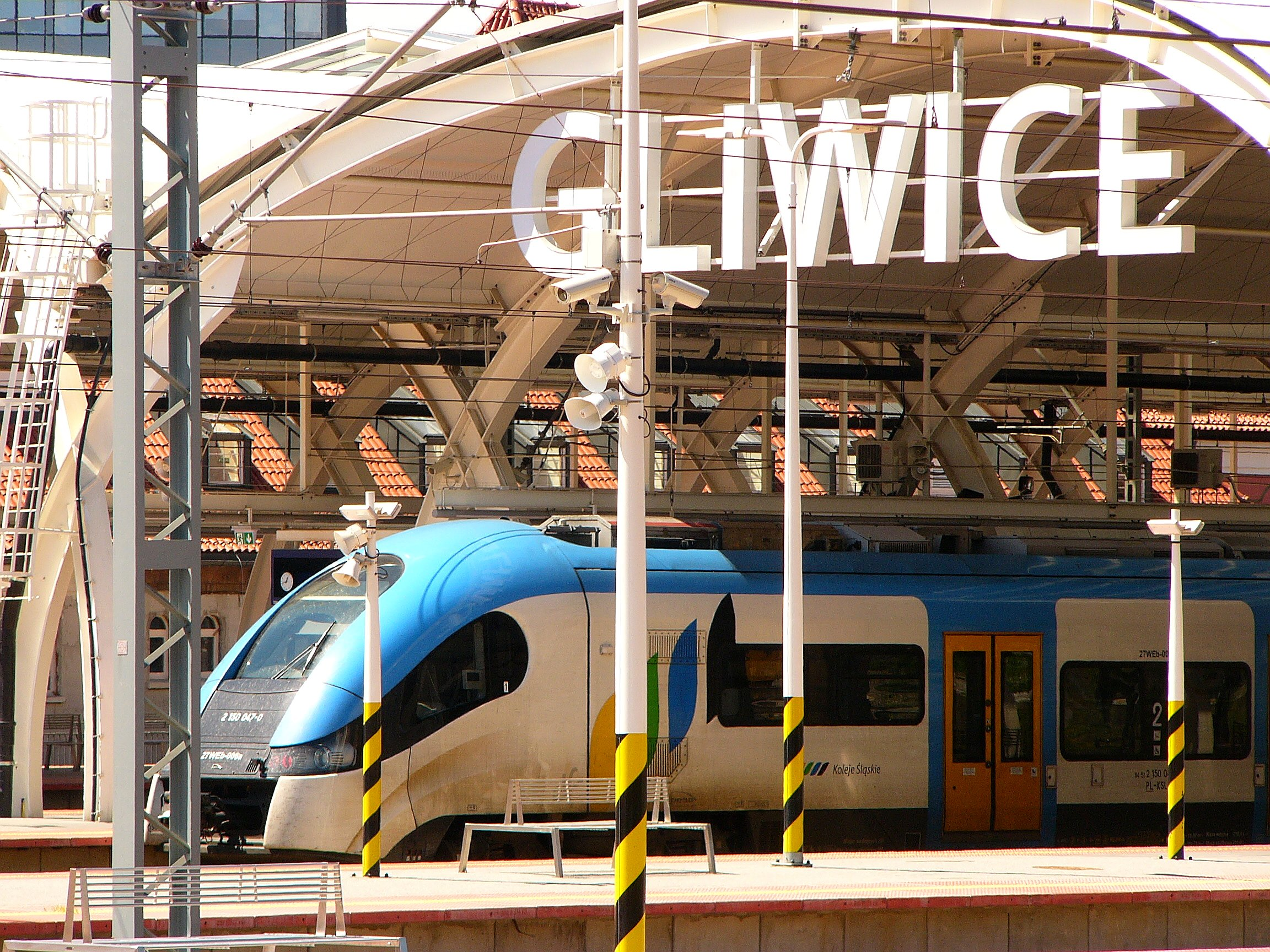
27WEb Elfe de Koleje Śląskie sur les quais de la gare de Gliwice

En 2018, la gare moyenne était utilisée par 10 900 passagers par jour, ce qui était le deuxième résultat le plus important de la voïvodie (après Katowice ) .

### Trains régionaux
La gare de Gliwice est la principale gare de départ et d'arrivée des trains reliant les voïvodies de Śląskie et d'Opolskie. Dans l'horaire 2021/2022, les trains de voyageurs entre Gliwice - Częstochowa et Gliwice - Bytom opérés par Koleje Śląskie et Gliwice - Kędzierzyn-Koźle et Gliwice - Opole opérés par Polregio partent de la gare.

### Trains longue distance
Les trains longue distance ( Express InterCity Premium, Express InterCity, InterCity et TLK ) partent de la gare de Gliwice vers la plupart des plus grandes villes polonaises. Ces trains sont exploités par PKP Intercity.

## Communication avec la gare

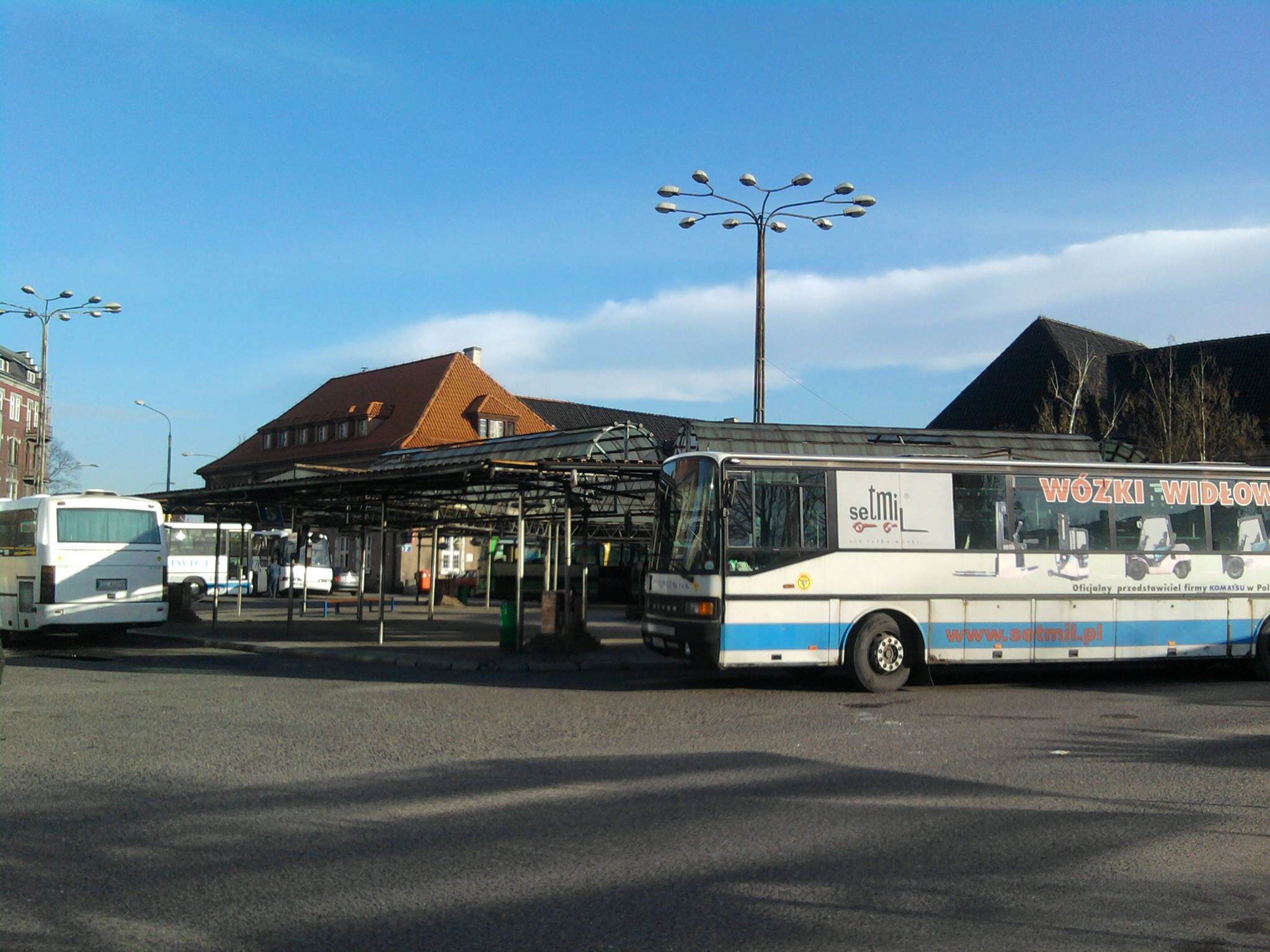
Ancienne gare routière

### Bus ZTM
Près de la gare, il y a un arrêt de bus Gliwice Dworzec PKP desservi par des bus commandés par l'Autorité métropolitaine des transports .
Il est aussi possible de rejoindre la gare en descendant à l'arrêt Gliwice Plac Piastów, qui est le principal carrefour de transfert de la ville et se trouve à environ 300 mètres .

### Vélo de ville à Gliwice

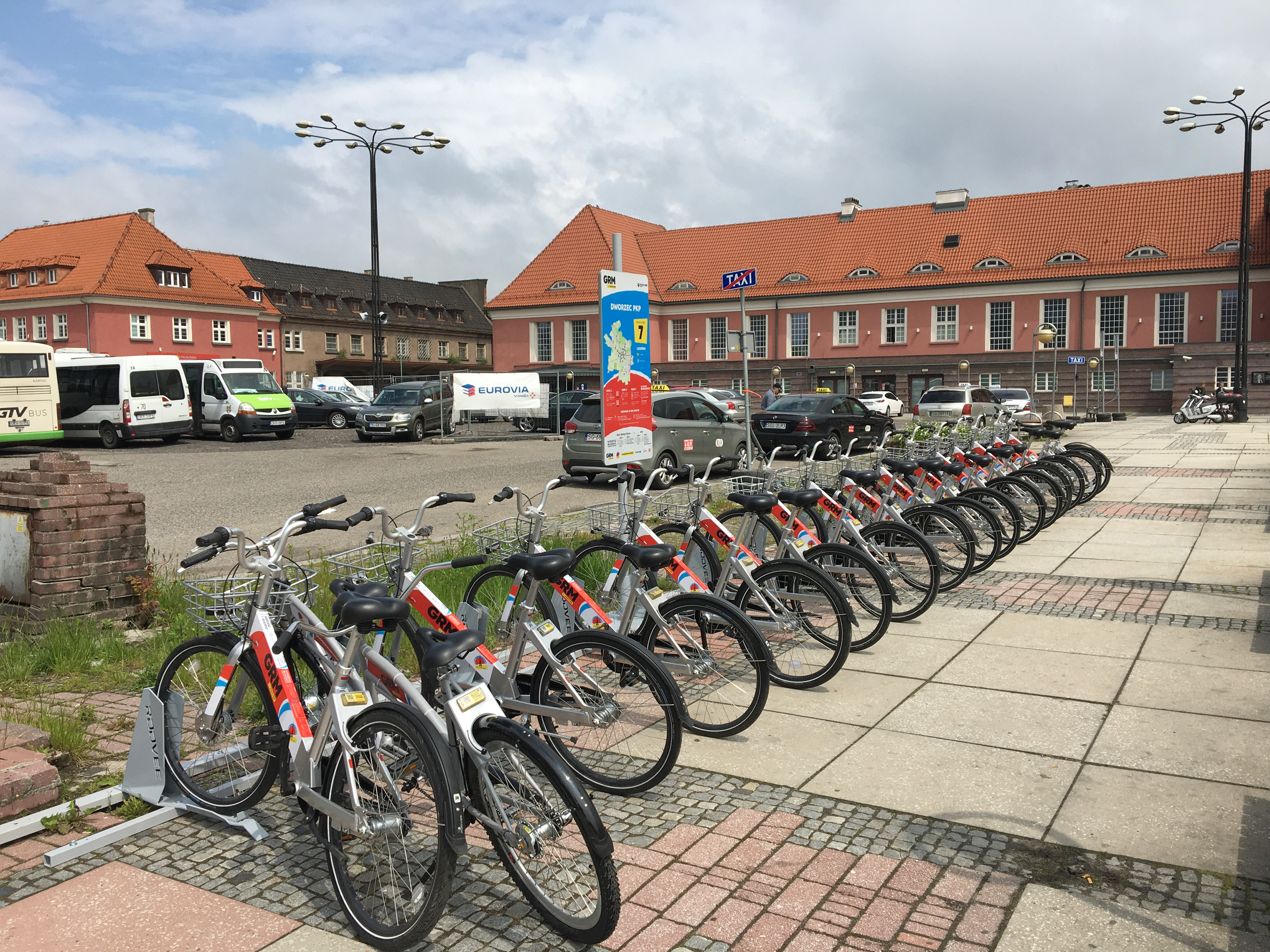
Gare GRM

Devant l'entrée principale de la gare, il y a la station Gliwice City Bike .

## Centre de transfert
Depuis 2020, la ville construit un centre de transfert dans la zone de la gare (à l'opposé, côté nord des voies), dans lequel il doit être situé à l'extérieur de la gare actuellement existante : un complexe de bus arrêts pour le transport métropolitain, une gare routière pour la communication interurbaine, des arrêts de taxi, des complexes de stationnement avec parking séparé pour le stationnement à court et à long terme dans le système de parc-o-bus, un parking à vélos et le bâtiment de la gare nord avec des salles de service aux passagers .